# Lean Bergmann
Lean Bergmann (* 4. Oktober 1998 in Hemer) ist ein deutscher Eishockeyspieler, der seit Juni 2023 bei den Eisbären Berlin aus der Deutschen Eishockey Liga (DEL) unter Vertrag steht und dort auf der Position des linken Flügelstürmers spielt. Zuvor war Bergmann, der den Spielertyp des Power Forwards verkörpert, bereits für die Iserlohn Roosters und Adler Mannheim in der DEL aktiv und verbrachte zwei Spielzeiten in der Organisation der San Jose Sharks aus der National Hockey League (NHL). Mit den Eisbären Berlin gewann er in den Jahren 2024 und 2025 jeweils die deutsche Meisterschaft.

## Karriere

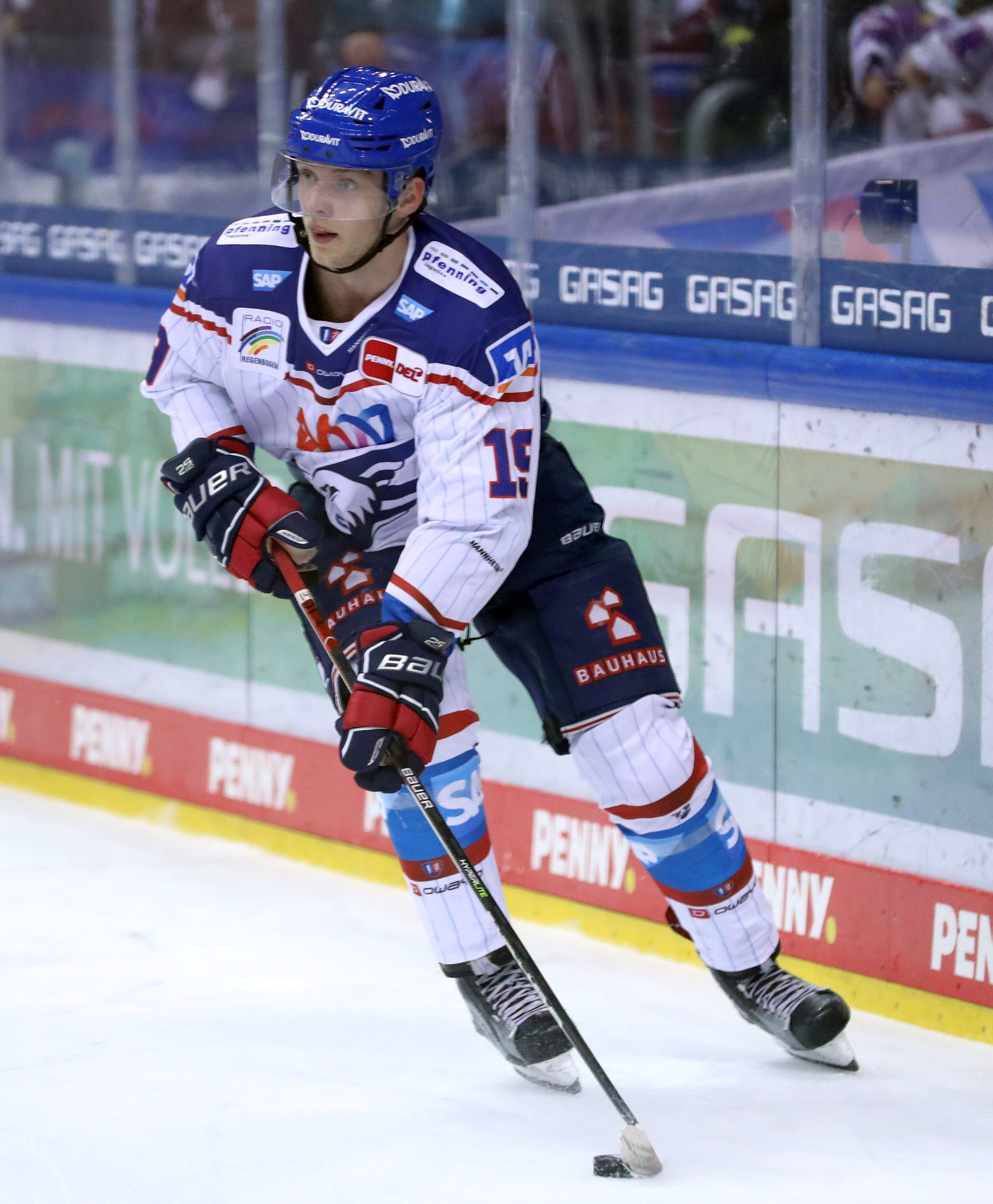
Bergmann im Trikot der Adler Mannheim (2021)

Bergmann erlernte das Eishockeyspielen beim Stammverein des DEL-Klubs Iserlohn Roosters, dem Iserlohner EC. Von dort wechselte er später in die Juniorenabteilungen des Krefelder EV und des Kölner EC, ehe er zur Saison 2012/13 im Nachwuchs des Mannheimer ERC in der Schüler-Bundesliga aktiv war. Nachdem er sich bei schwedischen Klubs beworben hatte, folgte im Sommer 2013 der Schritt in die Nachwuchsabteilung des Frölunda HC. Trotz fehlender Sprachkenntnisse war der 15-Jährige zweitbester Scorer seines Teams in der U16-Liga. Kurz nach Beginn der Saison 2014/15 wechselte der Stürmer innerhalb Schwedens zu Almtuna IS. Dort kam Bergmann in den folgenden beiden Spielzeiten sowohl in der U18- als auch in der U20-Mannschaft zu Einsätzen. Im Januar 2016 folgte der Wechsel in die Vereinigten Staaten, wo er in der Juniorenliga United States Hockey League für die Sioux Falls Stampede auflief. Zur Spielzeit 2017/18 wechselte er innerhalb der Liga zu den Green Bay Gamblers. In 130 Einsätzen in der Liga sammelte der Deutsche bis zum Sommer 2018 insgesamt 53 Scorerpunkte.
Anschließend sollte ein Wechsel an die Western Michigan University erfolgen, wo Bergmann seine akademische Ausbildung weiterverfolgen wollte. Durch ein Angebot seines Ex-Vereins aus Iserlohn kehrte er allerdings im Sommer 2018 nach Deutschland zurück und begann zur Saison 2018/19 seine Profikarriere bei den Iserlohn Roosters in der DEL. Am Saisonende war er mit 20 Toren zehntbester Torschütze der Liga und wurde für die Auszeichnung zum DEL-Rookie des Jahres nominiert, welche der Mannheimer Verteidiger Moritz Seider gewann.
Bereits im Januar 2019 war er beginnend mit der Spielzeit 2019/20 vom späteren deutschen Meister Adler Mannheim für zwei Jahre verpflichtet worden. Das Engagement in Mannheim kam jedoch aufgrund einer Ausstiegsklausel jedoch nur bedingt zustande, da Bergmann Ende Mai 2019 einen Einstiegsvertrag von den San Jose Sharks aus der National Hockey League angeboten bekam. Dennoch begann Bergmann die Saisonvorbereitung im Spätsommer zunächst bei den Adlern und absolvierte zwei Einsätze in der Vorrunde der Champions Hockey League, ehe er ins Trainingslager der San Jose Sharks reiste. Dort empfahl er sich für einen Kaderplatz und debütierte Anfang Oktober 2019 in der NHL. Im Saisonverlauf kam er ebenso für das Sharks-Farmteam San Jose Barracuda in der American Hockey League (AHL) zum Einsatz.
Nachdem sich Bergmann auch in seiner zweiten Saison in Nordamerika nicht dauerhaft in der NHL etablieren konnte, wurde sein Vertrag im Juli 2021 vorzeitig aufgelöst. Er kehrte daraufhin nach Deutschland zurück und schloss sich den Adler Mannheim aus der DEL an, wo er die Saison 2021/22 verbrachte. Im August 2022 wurde er von den Adlern an den Ligakonkurrenten Iserlohn Roosters ausgeliehen, wo Bergmann bereits vor seinem Nordamerika-Engagement gespielt hatte. Die Leihe endete bereits kurz vor dem Jahreswechsel im Dezember desselben Jahres. Im Verlauf der Spielzeit kam der Stürmer 26-mal für die Roosters zum Einsatz und stand nach seinem Wechsel in 16 Partien für die Adler auf dem Eis, die seinen Vertrag nach dem Saisonende nicht verlängerten. Bergmann wechselte daraufhin zur Spielzeit 2023/24 zum Hauptstadtklub Eisbären Berlin, mit denen er am Ende der Spielzeit die Deutsche Meisterschaft gewann. Dabei fiel er besonders in den Playoffs als aggressiver Führungsspieler auf. Im folgenden Frühjahr verteidigten die Eisbären den Titelgewinn.

### International
Bergmann spielte im Juniorenbereich nicht für die deutschen Nachwuchsnationalmannschaften, debütierte jedoch unter Bundestrainer Marco Sturm beim Deutschland Cup 2018 für die deutsche A-Nationalmannschaft. Bei diesem Turnier erzielte er im Spiel gegen die Schweiz sein erstes Länderspieltor. Nachdem er im Rahmen der Euro Hockey Challenge 2019 zur Vorbereitung auf die Weltmeisterschaft 2019 in der Slowakei der torgefährlichste deutsche Stürmer war, wurde er schließlich für die Welttitelkämpfe 2019 von Nationaltrainer Toni Söderholm nominiert. Zwei Jahre später stand Bergmann bei der Weltmeisterschaft 2021 erneut für sein Heimatland auf dem Eis und erzielte dabei sein erstes WM-Tor. Die Mannschaft schloss das Turnier auf dem vierten Rang ab. Im darauffolgenden Jahr nahm der Stürmer an den Olympischen Winterspielen 2022 in der chinesischen Hauptstadt Peking teil.

## Erfolge und Auszeichnungen
- 2018 Iserlohns Sportler des Jahres[12]
- 2024 Deutscher Meister mit den Eisbären Berlin
- 2025 Deutscher Meister mit den Eisbären Berlin

## Karrierestatistik
Stand: Ende der Saison 2024/25

### International
Vertrat Deutschland bei:
- Weltmeisterschaft 2019
- Weltmeisterschaft 2021
- Olympischen Winterspielen 2022

(Legende zur Spielerstatistik: Sp oder GP = absolvierte Spiele; T oder G = erzielte Tore; V oder A = erzielte Assists; Pkt oder Pts = erzielte Scorerpunkte; SM oder PIM = erhaltene Strafminuten; +/− = Plus/Minus-Bilanz; PP = erzielte Überzahltore; SH = erzielte Unterzahltore; GW = erzielte Siegtore; 1 Play-downs/Relegation; Kursiv: Statistik nicht vollständig)